# Ringkvinna
Ringkvinna eller baugrygr, var under vikingatiden och en bit in på medeltiden en ogift nordisk kvinna som hade en ställning som sin fars eller brors arvtagare och sin ätts överhuvud, med samma rättigheter och uppgifter som normalt tillkom en man i motsvarande situation.  
Ringkvinnan förekommer i främst den isländska lagsamlingen Grágás och i de norska Frosta- och Gulatingslagarna, där bestämmelserna har i stort sett samma formulering. Ogifta kvinnor hade efter 20 års ålder rätten att själv bestämma vistelseort och föra sin egen talan i rättsligt avseende. Hon innehade en självständig ställning, med undantaget ätten hade rätten att bestämma hennes giftermål. En kvinna med detta civilstånd kallades maer eller mey. Ogifta kvinnor och änkor hade en oberoende ställning som i mycket liknade varandras, medan den gifta kvinnans roll var mer passiv. En ogift kvinna som saknade far, son och bror kunde dessutom bli en ringkvinna. 
I avsaknad av manliga arvingar blev "ringkvinnan" arvinge till sin far eller bror, med arvsrätt till både gård och lösöre. Villkoret var att hon var ogift och myndig, det vill säga 20 år. Den dödes faster, brorsdotter och sondotter kunde också bli arvtagare: dessa kallades odalskvinnor. En odalkvinna kunde dock inte som ringkvinnan ta på sig positionen som ättens överhuvud. Ringkvinnan hade uttryckligen lagens rätt att utföra de traditionellt manliga uppgifterna, så som till exempel rätten att ta emot dråpsböter. Ringkvinnans rättigheter tycks ha försvunnit i slutet av 1200-talet, då dessa rättigheter inte längre återfinns i lagtexterna.